# انتقام از مخلوق
انتقام از مخلوق ([Revenge of the Creature] Error: {{Lang-xx}}: متن دارای نشانه‌گذاری ایتالیک است (راهنما)) فیلمی در ژانر ترسناک و علمی–تخیلی به کارگردانی جک آرنولد است که در سال ۱۹۵۵ منتشر شد. از بازیگران آن می‌توان به جان آگار، لوری نلسون، کلینت ایستوود، جان برومفیلد، و نستور پایوا اشاره کرد.